# Reactiv Grignard
Reactivii Grignard sunt o clasă de compuși organici cu formula generală R–Mg–X, unde X este un halogen. Sunt compuși organometalici foarte importanți rezultați prin reacția compușilor halogenați cu magneziu în eter anhidru:
{\displaystyle R-X+Mg\longrightarrow R-CH-MgX}
Compusul organomagnezian se dizolvă în eter, sau mai nou THF (tetrahidrofuran), mediu de reacție care ridică temperatura de reacție. Pentru ca randamentul reacției să fie mare se utilizează substanțe și un mediu de reacție foarte pure. Sunt utilizați în reacțiile Grignard:

Adiţia compuşilor organomagnezieni la compuşii carbonilici este o posibilitate de mărire a catenei.